# 1054 (szám)
Az 1054 (római számmal: MLIV) az 1053 és 1055 között található természetes szám.

## A szám a matematikában
A tízes számrendszerbeli 1054-es a kettes számrendszerben 10000011110, a nyolcas számrendszerben 2036, a tizenhatos számrendszerben 41E alakban írható fel.
Az 1054 páros szám, összetett szám, szfenikus szám. Kanonikus alakja 21 · 171 · 311, normálalakban az 1,054 · 103 szorzattal írható fel. Nyolc osztója van a természetes számok halmazán, ezek növekvő sorrendben: 1, 2, 17, 31, 34, 62, 527 és 1054.
Középpontos háromszögszám.
Az 1054 három szám valódiosztó-összegeként áll elő, ezek az 1396, az 1442 és a 2102.

## Csillagászat
- 1054 Forsytia kisbolygó